# Успенівка (Білгород-Дністровський район)
Успе́нівка — село Успенівської сільської громади (адміністративний центр), в Білгород-Дністровському районі Одеської області України. Населення становить 2203 осіб.
Розташоване на берегах річки Каплань (ліва притока Хаджидер), за 45 км від районного центру, за 18 км від залізничної станції Кулевча, за 7 км від автошляху E87 М15

## Історія
19 липня 2020 року, в результаті адміністративно-територіальної реформи і ліквідації Саратського району, село увійшло ло складу новоутвореного Білгород-Дністровського району.
У селі зберігся старий вітровий млин, один з чотирьох в Одеській області.

## Населення
Згідно з переписом УРСР 1989 року чисельність наявного населення села становила 2272 особи, з яких 1012 чоловіків та 1260 жінок.
За переписом населення України 2001 року в селі мешкало 2198 осіб.

### Мова
Розподіл населення за рідною мовою за даними перепису 2001 року:
| Мова       | Відсоток |
| ---------- | -------- |
| російська  | 91,06 %  |
| українська | 7,90 %   |
| болгарська | 0,54 %   |
| молдовська | 0,45 %   |

## Відомі мешканці

### Народились
- Зайцев Олег Дмитрович — український театральний діяч, театрознавець,  Заслужений працівник культури України.
- Ширяєв Євген Юрійович — український та казахстанський футболіст, воротар.